# Orchestre philharmonique royal de Liverpool
L’Orchestre philharmonique royal de Liverpool (en anglais, Royal Liverpool Philharmonic Orchestra ou RLPO) est l'un des plus anciens orchestres symphoniques britanniques. Il est basé à Liverpool.

## Historique

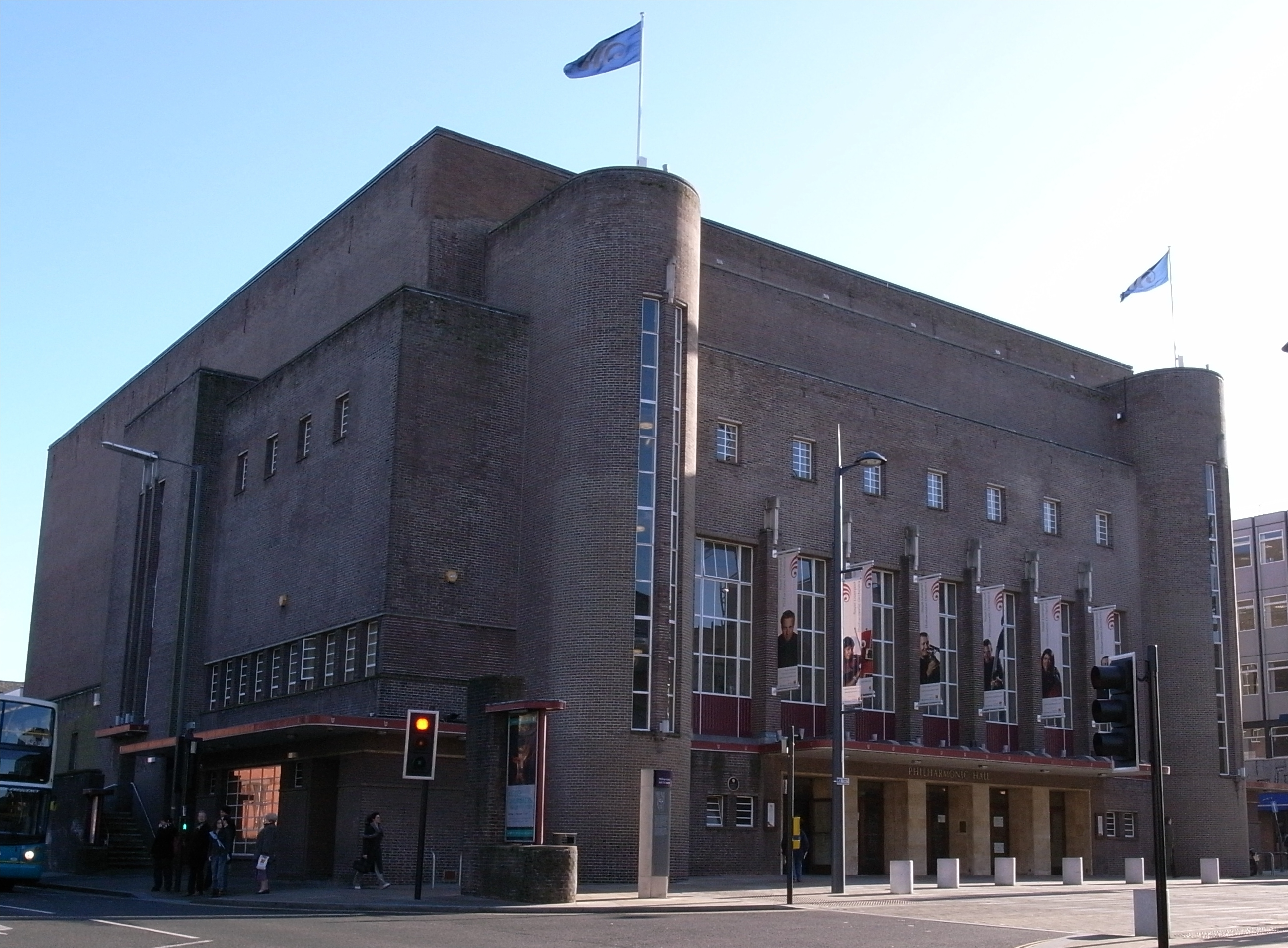
Le Philharmonic Hall Liverpool.

L'orchestre est géré par la Royal Liverpool Philharmonic Society depuis 1840. L'orchestre a pris son nom actuel en 1957 avec l'ajout de "royal" à son nom (Orchestre philharmonique de Liverpool).
Il est le seul orchestre britannique à disposer de sa propre salle de concert, le Liverpool Philharmonic Hall.
En 1998, l'orchestre a créé son propre label, RLPO Live.
En 2020, Domingo Hindoyan est nommé chef principal de la formation à compter de septembre 2021.

## Chefs principaux
- Max Bruch (1880–1883)
- Charles Hallé (1883–1895)
- Henry Wood
- Malcolm Sargent (1942–1948)
- Hugo Rignold (en) (1948–1955)
- Efrem Kurtz (1955–1957)
- John Pritchard (1957–1963)
- Charles Groves (1963–1977)
- Walter Weller (1977–1980)
- David Atherton (1980–1983)
- Marek Janowski (1983–1986)
- Libor Pešek (1987–1998)
- Petr Altrichter (1997–2001)
- Gerard Schwarz (2001–2006)
- Vasily Petrenko (2006-2021)
- Domingo Hindoyan (2021[1]-

## Répertoire
Un cycle des symphonies de Carl Nielsen a été enregistré sous la direction de Douglas Bostock. L'orchestre a également enregistré des œuvres de Beethoven, Britten, Dvořák, Mahler, Rachmaninov, Smetana, Strauss, Suk, Vaughan Williams et Chostakovitch.